# Drenova (Prijepolje)
Drenova (Servisch cyrillisch Дренова) is een plaats in de Servische gemeente Prijepolje. De plaats telt 208 inwoners (2002).